# 40
Évszázadok: i. e. 1. század – 1. század – 2. század
Évtizedek: i. e. 1-es évek – 1-es évek – 10-es évek – 20-as évek – 30-as évek – 40-es évek – 50-es évek – 60-as évek – 70-es évek – 80-as évek – 90-es évek
Évek: 35 – 36 – 37 – 38 –  39 – 40 – 41 – 42 – 43 – 44 – 45

## Események

### Római Birodalom
- Caligula császárt választják consulnak, sine collega (társconsul nélkül). Január 13-tól helyettese Caius Laecanius Bassus és Quintus Terentius Culleo.
- Caligula az Atlanti-óceánhoz vonul és hadseregével kagylókat gyűjtet, mint Oceanuson aratott győzelem trófeáit, amiket majd bemutat diadalmenetében. Ezután visszatér Rómába.
- Caligula extravagáns költekezéseivel elkölti a Tiberiusról rámaradt 1,7 milliárd sestertiusos vagyont. Számos új adónemet vet ki, koncepciós perekben halálra ítéltet gazdag embereket, hogy vagyonukat megszerezze.
- Caligula Rómába hívatja Ptolemaiosz mauretaniai királyt, rangjához illően fogadja, majd meggyilkoltatja, hogy megszerezze a kincstárát (Suetonius szerint azért, mert irigyelte pompás bíborköpenyét). Ptomelaiosz hű szolgája, Aedemon felkelést indít Mauretaniában.
- A hagyomány szerint az akkor Hispániában térítő idősebb Jakab apostol előtt megjelenik Szűz Mária (aki akkor még élt Jeruzsálemben) egy oszlopon.

### Pártus Birodalom
- A pártus nemesség elűzi II. Artabanosz királyt és Kinnamoszt ülteti a trónra. Artabanosz II. Izatész adiabénéi király közvetítésével visszaszerzi trónját, de röviddel később meghal. Utóda fia, I. Vardanész, de rövidesen elűzi II. Gotarzész (Artabanosz fogadott fia) és évekig tartó polgárháború kezdődik.

### Arábia
- 49 évi uralkodás után meghal IV. Aretasz nabateus király. Utódja fia, II. Malikhosz.

### Távol-Kelet
- A mai Vietnam területén a Trưng nővérek felkelést robbantanak ki a kínai uralom ellen.

## Születések
- Cnaeus Iulius Agricola, római hadvezér
- Claudia Octavia, Claudius császár lánya, Nero első felesége
- Dión Khrüszosztomosz, görög szónok, filozófus
- Pedaniosz Dioszkoridész, görög orvos

## Halálozások
- Ptolemaiosz mauretaniai király
- Cnaeus Domitius Ahenobarbus (Nero apja)

## Fordítás
- Ez a szócikk részben vagy egészben  a(z)   40 című francia Wikipédia-szócikk ezen változatának fordításán alapul.  Az eredeti cikk szerkesztőit annak laptörténete sorolja fel. Ez a jelzés csupán a megfogalmazás eredetét és a szerzői jogokat jelzi, nem szolgál a cikkben szereplő információk forrásmegjelöléseként.